# Marcos Knight
Marcos Shyderrick Knight (* 24. September 1989 in Dublin, Georgia) ist ein US-amerikanischer Basketballspieler.

## Laufbahn
Knight stammt aus dem US-Bundesstaat Georgia, er spielte zwischen 2009 und 2013 für drei verschiedene Hochschulmannschaften: Zunächst jeweils eine Saison am Middle Georgia College und am Chipola College (beide zur National Junior College Athletic Association, der Vereinigung der zweijährigen „Community und Junior Colleges“, gehörig), ab 2011 dann für die Mannschaft der Middle Tennessee State University (NCAA).
Nach dem Ende seiner College-Laufbahn im Frühjahr 2013 spielte Knight bei den NBA-Klubs Charlotte Bobcats und Brooklyn Nets vor, den Sprung in die nordamerikanische Profiliga schaffte er jedoch nicht. Im Dezember 2013 wurde er vom FC Baunach aus der deutschen 2. Bundesliga ProB verpflichtet und war als bester Korbschütze seines Teams (17,7 Punkte pro Spiel) daran beteiligt, dass die Mannschaft ins ProB-Finale einzog und damit den Aufstieg in die ProA schaffte. Er verlängerte seinen Vertrag in Baunach und glänzte auch in der zweiten Liga als Baunachs bester Offensivspieler (15,3 Punkte pro Spiel).
In der Saison 2015/16 spielte Knight zunächst beim USC Heidelberg (ProA), im Januar 2016 kam es zur Trennung, nachdem er den Wunsch geäußert hatte, zum Ligakonkurrenten Science City Jena zu wechseln. Der USC hatte das zunächst abgelehnt, Knight war dann dem Trainingsbetrieb ferngeblieben. Die Rhein-Neckar-Zeitung schrieb darüber: „Der US-Amerikaner hat seinen Dienst für den Basketball-Zweitligisten schlicht eingestellt, weil er nicht zu einem Liga-Konkurrenten wechseln durfte. Bei der Niederlage gegen Rasta Vechta am Mittwoch fehlte der Combo-Guard der Heidelberger - für die Beobachter überraschend - im Aufgebot. Knight war schon in den Tagen zuvor unentschuldigt dem Training ferngeblieben. Offensichtlich war das sein gewähltes Mittel, um einen Transfer zum Ligarivalen Jena zu erzwingen.“ Letztlich einigte man sich auf einen Aufhebungsvertrag und kurz danach unterschrieb Knight in Jena. Er gewann mit den Thüringern den Meistertitel in der 2. Bundesliga ProA und stieg in die Basketball-Bundesliga auf. Mit einem Punkteschnitt von 15,0 war Knight in der Aufstiegssaison bester Korbschütze Jenas. In seiner ersten Bundesliga-Saison wurde er für das All-Star Game 2017 aufgestellt. Noch während der Saison 2016/2017 wechselte er zum spanischen Erstliga-Verein Basket Saragossa 2002, für den er sechs Partien in der Liga ACB bestritt.
Im Juli 2017 wurde Knight vom türkischen Zweitligisten Afyonkarahisar Belediyespor unter Vertrag genommen, mit dem er ab der Saison 2018/19 in der ersten Liga des Landes antrat. In elf Einsätzen in der türkischen Liga erzielte Knight bis Ende Dezember 2018 im Durchschnitt 15,9 Punkte, 6,4 Rebounds und 4,1 Korbvorlagen je Begegnung. Im Januar 2019 wurde er vom Bundesligisten MHP Riesen Ludwigsburg verpflichtet. Er führte die Mannschaft im Saisonverlauf 2018/19 mit 18,8 Punkten pro Spiel als bester Korbschütze an. In der Saison 2019/20 wurde Knight als bester Spieler des Bundesliga-Finalturniers ausgezeichnet, in dem er mit Ludwigsburg ins Finale um die deutsche Meisterschaft einzogen war, verletzungsbedingt die beiden Spielen um den Meistertitel aber verpasste. Ohne ihn verlor Ludwigsburg beide Spiele gegen Berlin. Knight kam im Laufe des Spieljahres auf insgesamt 16,5 Punkte und 5,9 Rebounds je Begegnung.
Seine in Ludwigsburg gezeigten Leistungen brachten Knight einen Vertrag in der ersten französischen Liga ein, er wechselte in der Sommerpause 2020 zur AS Monaco. Mit Monaco gewann er im April 2021 den europäischen Vereinswettbewerb EuroCup. In der französischen Liga war Knight mit 11,1 Punkten je Begegnung drittbester Korbschütze seiner Mannschaft. Die angedachte Weiterverpflichtung durch AS Monaco platzte aus behördlichen Gründen. Im November 2021 verpflichtete ihn ASVEL Lyon-Villeurbanne als Ersatz für den verletzten David Lighty. Im Juni 2022 wurde Knight mit ASVEL französischer Meister.
Zur Saison 2022/23 wechselte Knight zu BC Samara nach Russland. In 31 Spielen der VTB-Liga erzielte er für Samara im Durchschnitt 16,9 Punkte, im März 2023 wurde er von UNICS Kasan (ebenfalls Russland) unter Vertrag genommen. Mit Kasan gewann er im Mai 2023 den Meistertitel in der VTB-Liga und war damit gleichzeitig russischer Meister.